# Rafael Rodríguez Rapún
Rafael Rodríguez Rapún (Madrid, 1912-Santander, 1937) fue un jugador del Atlético de Madrid, actor y soldado español del bando republicano.

## Biografía
Rafael Rodríguez Rapún es procedente de una familia de clase trabajadora. Fue ingeniero, deportista y militante del PSOE.
En 1933, se incorporó como actor al grupo de teatro La Barraca de Federico García Lorca, quién lo llamó «El hombre de las tres Erres» en referencia a sus iniciales.
El pintor y entonces actor de la compañía Luis Sáenz de la Calzada lo describió así: «Cabeza muy grande, braquicéfala, cabello ensortijado, frente no muy amplia surcada por una profunda arruga transversal; nariz correcta que le daba, en cierta medida, perfil de estatua griega».
Federico García Lorca y Rafael Rodríguez Rapún tuvieron una relación sentimental durante la gira de verano de 1935. El poeta lo nombró secretario de la compañía.
Cuando se anunció el asesinato de García Lorca por las milicias franquistas a finales de agosto de 1936, Rodríguez Rapún decidió alistarse para defender la Segunda República. Tras un entrenamiento de artillería en la localidad de Lorca, en la provincia de Murcia, fue enviado al frente cántabro con el grado de teniente.
Falleció el 19 de agosto de 1937 en Santander, en el Hospital de Campaña No. 4, un año después del asesinato del poeta, tras un bombardeo del bando sublevado durante la Batalla de Santander.

## Legado
Su tumba se encuentra en el cementerio de Ciriego.
Su memoria fue redescubierta por el escritor Ian Gibson (Lorca y el mundo gay, 2009) y por la escritora María Teresa León, su amiga, quien opinaba que fue él la persona que inspiró la obra Sonetos del amor oscuro, mientras otros especialistas lorquianos piensan que proviene de la relación del poeta con Juan Ramírez de Lucas.
La obra de teatro La piedra oscura de Alberto Conejero (actuada por Daniel Grao en el papel de Rafael en España y en Francia) le rinde homenaje.